# Passeport saoudien
Le passeport saoudien (en arabe : جواز السفر السعودي) est un document de voyage international délivré aux ressortissants saoudiens, et qui peut aussi servir de preuve de la citoyenneté saoudienne.